# Mount Orab (Ohio)
Pour les articles homonymes, voir Mount Orab.
Mount Orab est un village américain situé dans le comté de Brown, dans l'Ohio. Selon le recensement de 2010, sa population est de 3 664 habitants.